# Le Genou d'Artémide
 (juillet 2025).
Pour plus de détails, voir Fiche technique et Distribution.
Le Genou d'Artémide (Il ginocchio di Artemide) est un film franco-italien réalisé par Jean-Marie Straub en 2008, sorti en 2009.

## Synopsis
Adaptation de La Bête sauvage de Cesare Pavese.

## Fiche technique
- Titre : Le Genou d'Artémide
- Titre original : Il ginocchio di Artemide
- Réalisation : Jean-Marie Straub
- Scénario : Cesare Pavese
- Image : Renato Berta
- Musique : Gustav Mahler
- Producteur : Martine Marignac
- Durée : 26 minutes
- Sortie : 2008
- Date de sortie : France : 11 mars 2009
- Pays : France, Italie

## Distribution
- Andrea Bacci
- Dario Marconcini